# Guàrdia Nacional de Tunísia

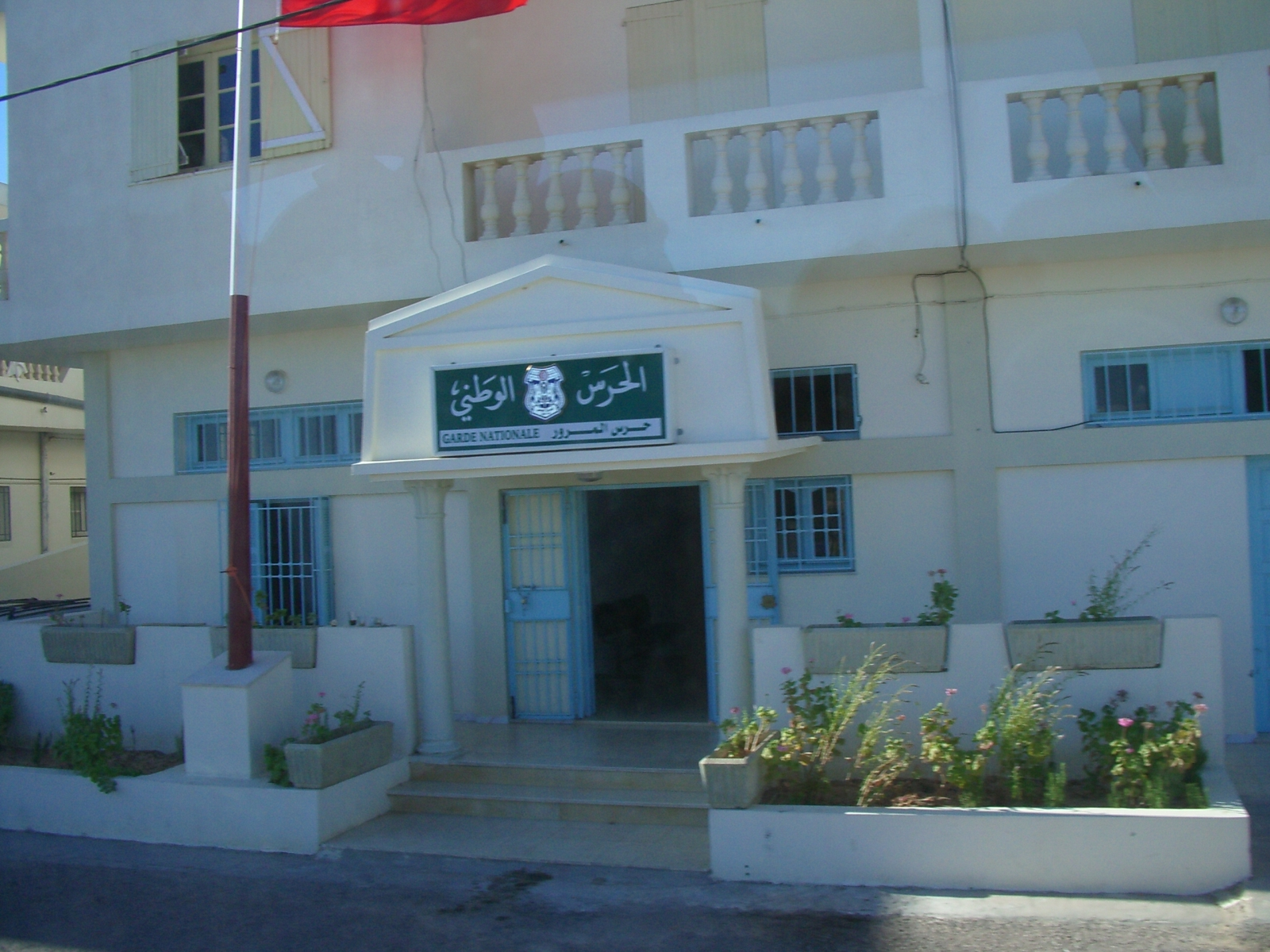
Caserna de la Guàrdia Nacional

La Guàrdia Nacional de Tunísia és una organització paramilitar estatal, creada el 8 d'octubre de 1956, que es dedica a funcions de protecció civil, operacions menors, i trànsit rodat, i fins i tot disposa d'un cos especialitzat de contraterrorisme. El seu quarter general és a Tunis prop de l'aeroport Internacional de Tunis-Cartago, barri de l'Aouina. El nombre dels seus efectius és de 120.000 persones. Ha rebut diverses acusacions de tortura als detinguts.

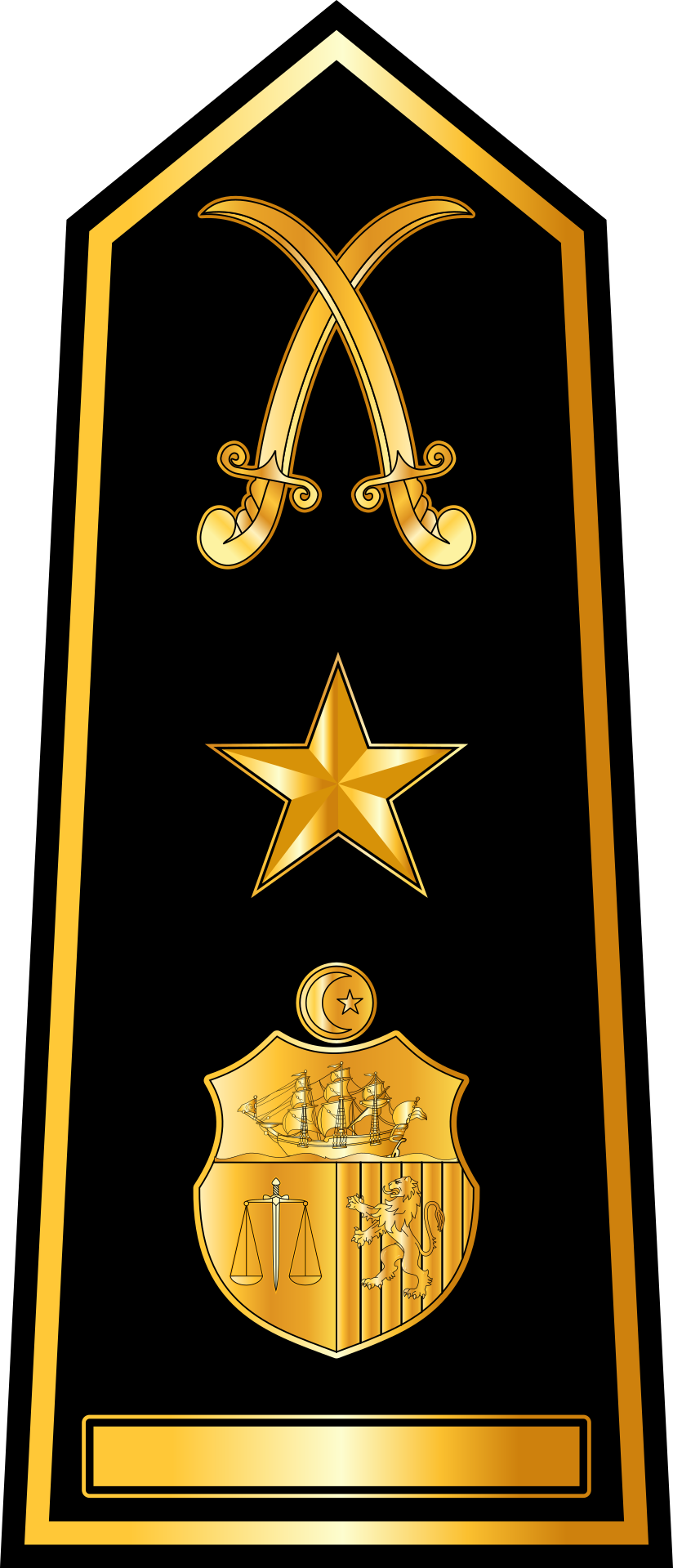
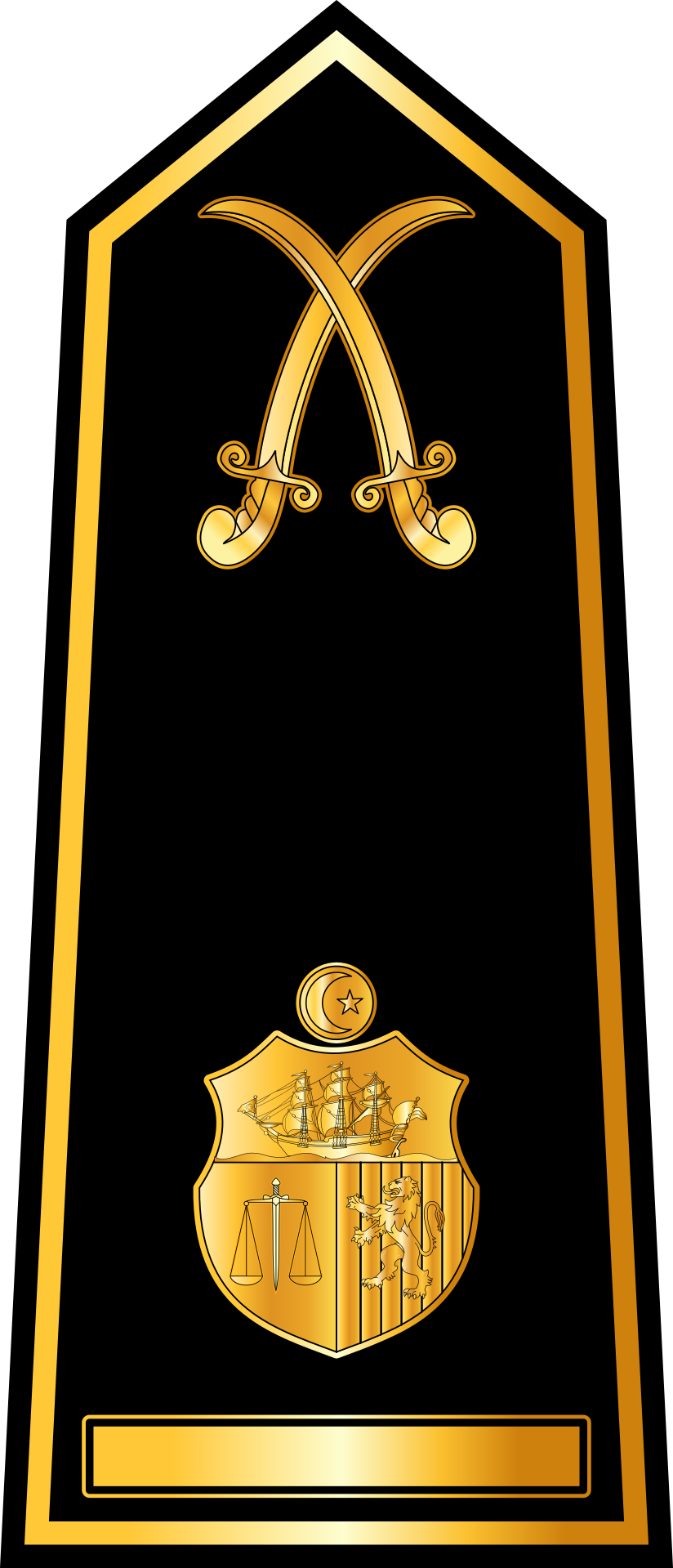
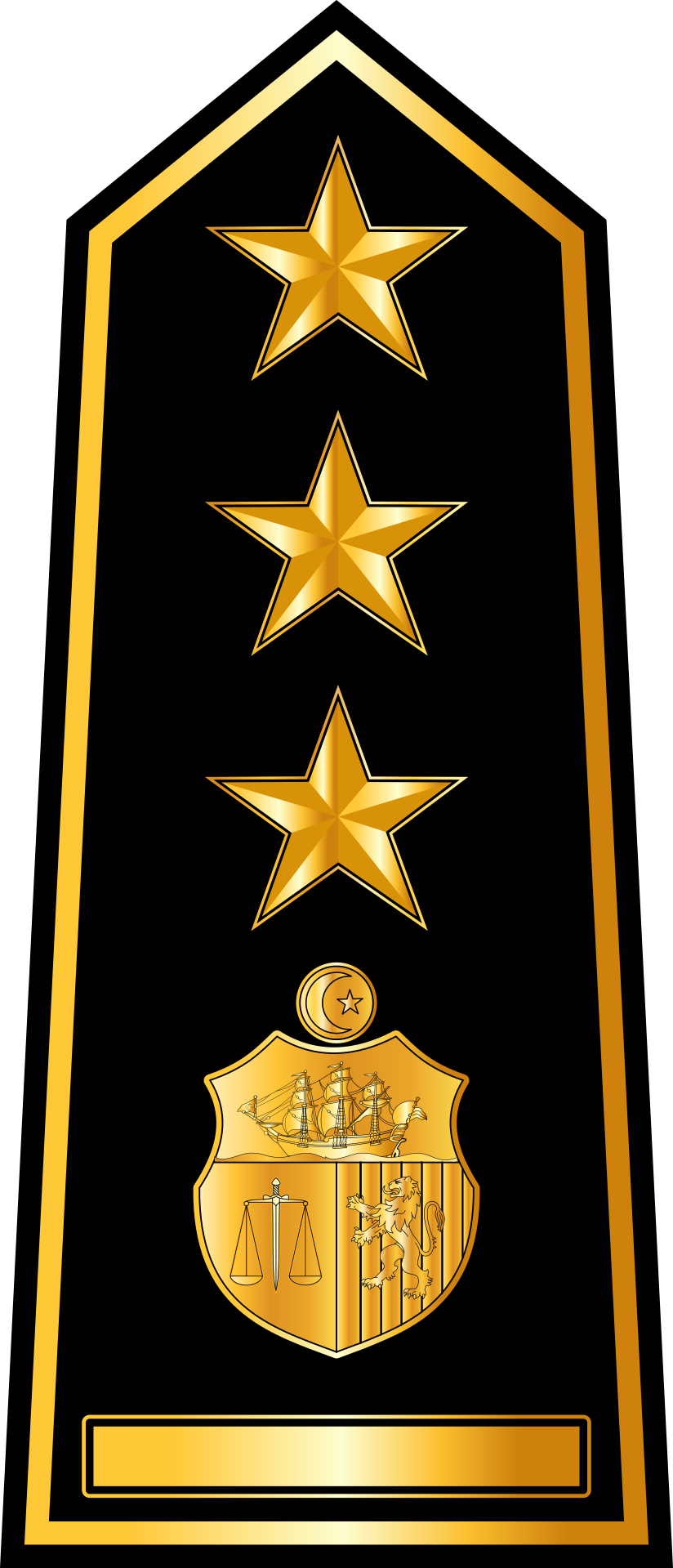
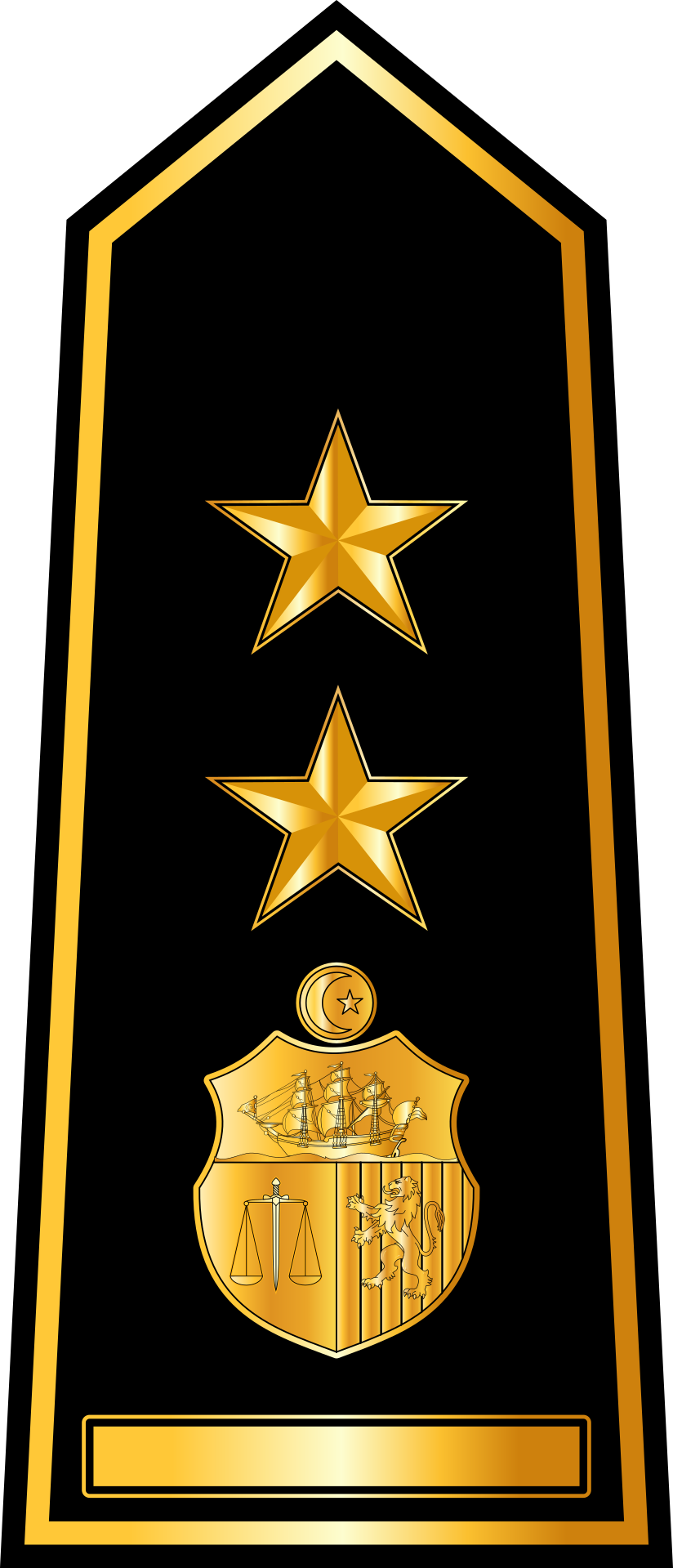
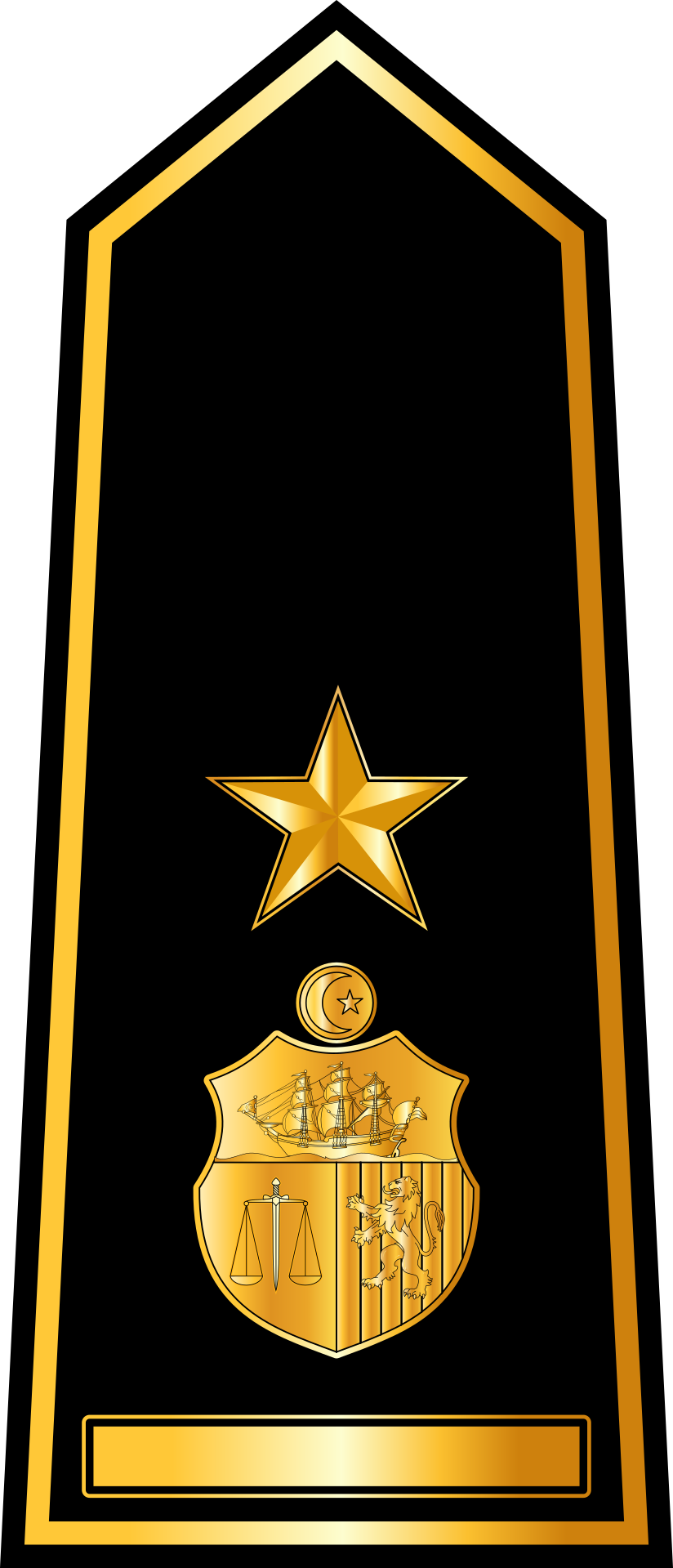
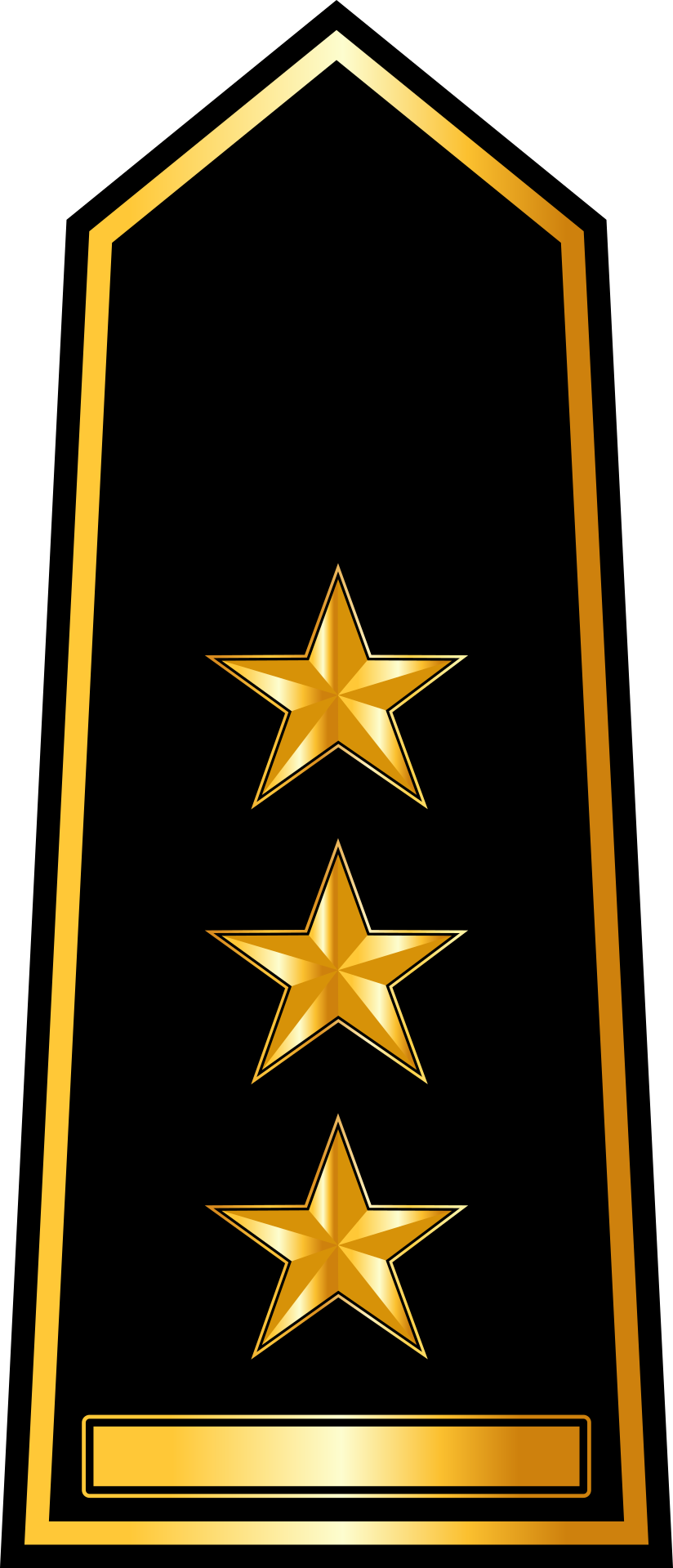
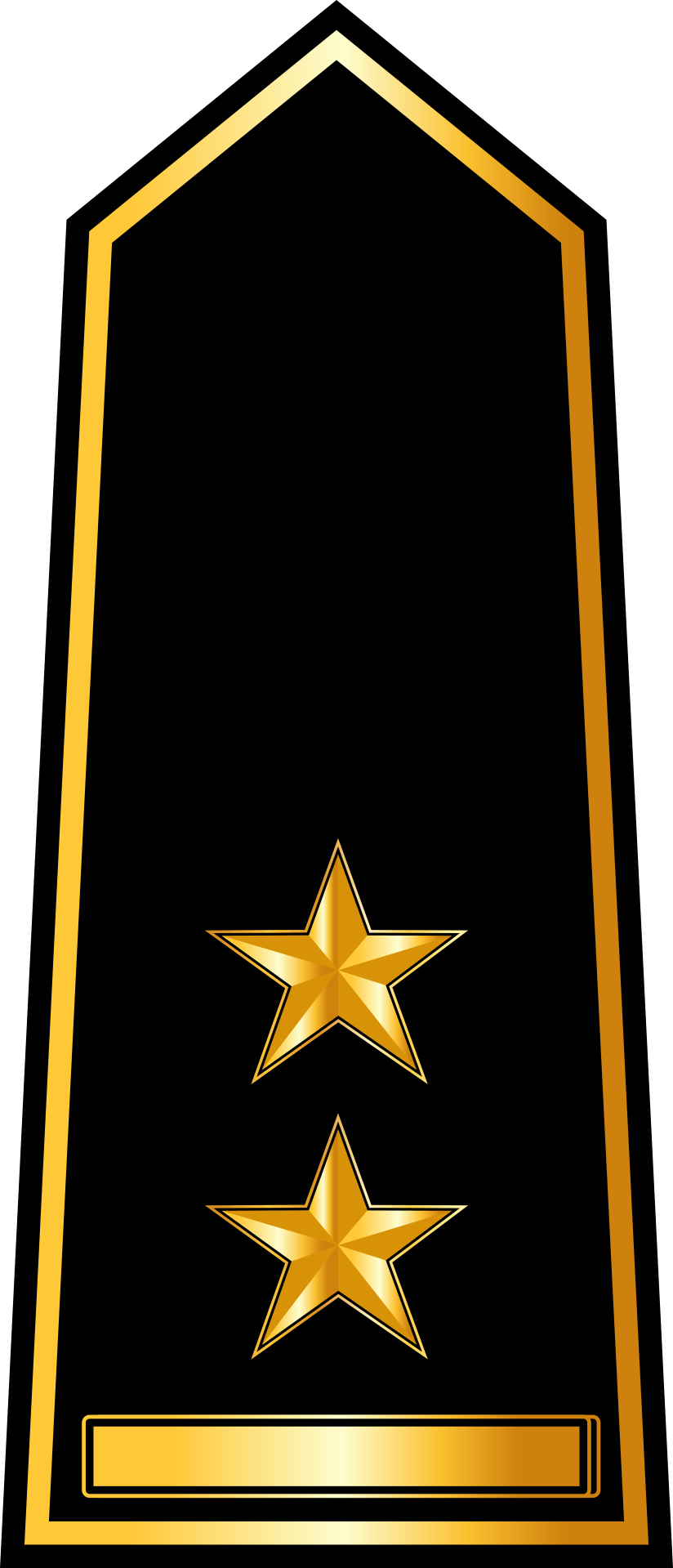
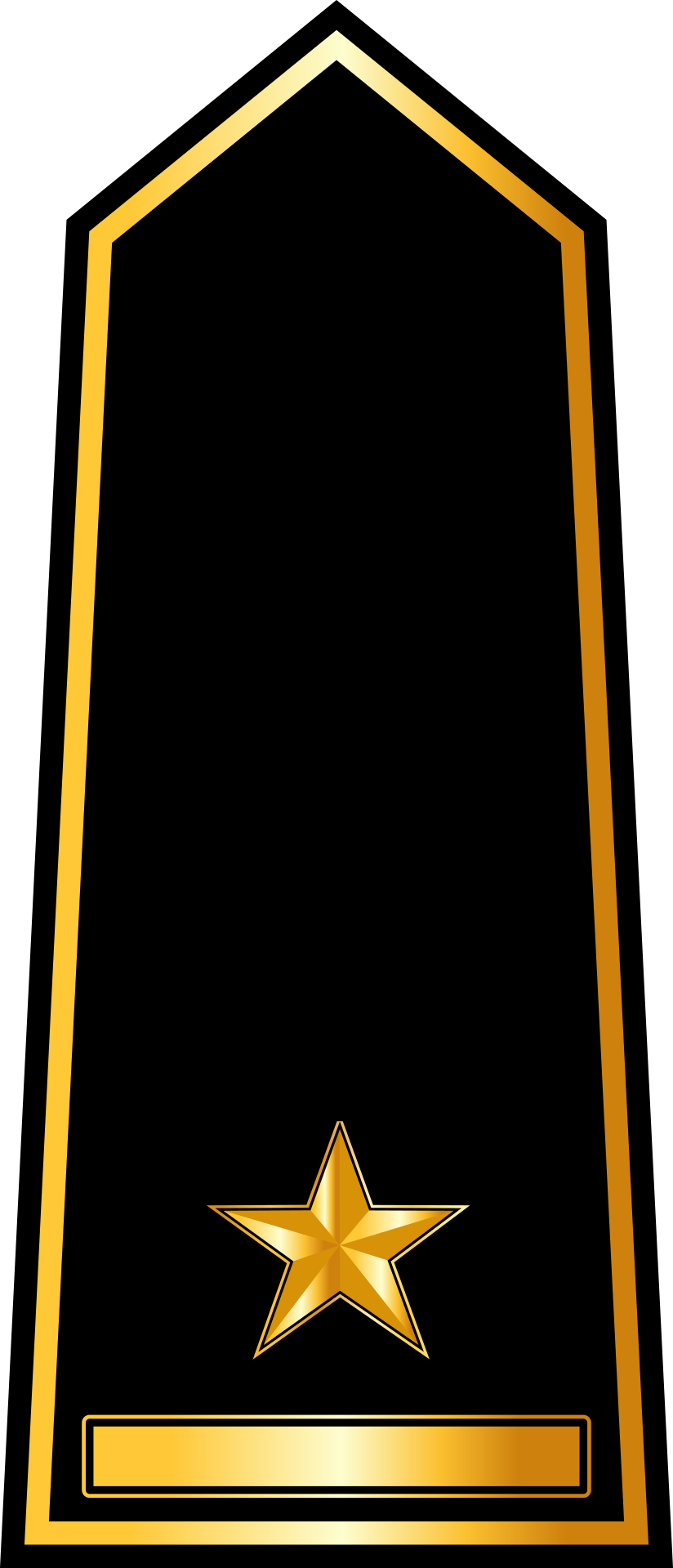
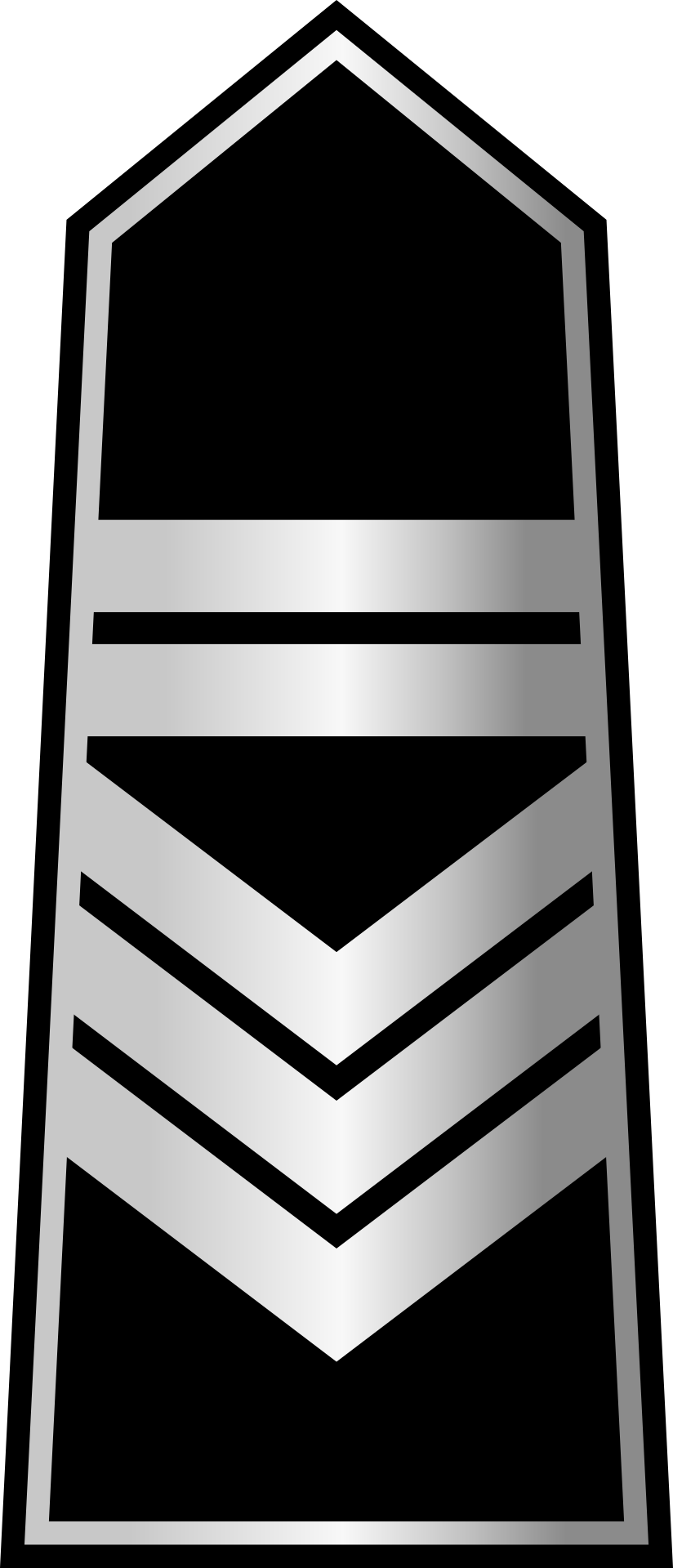
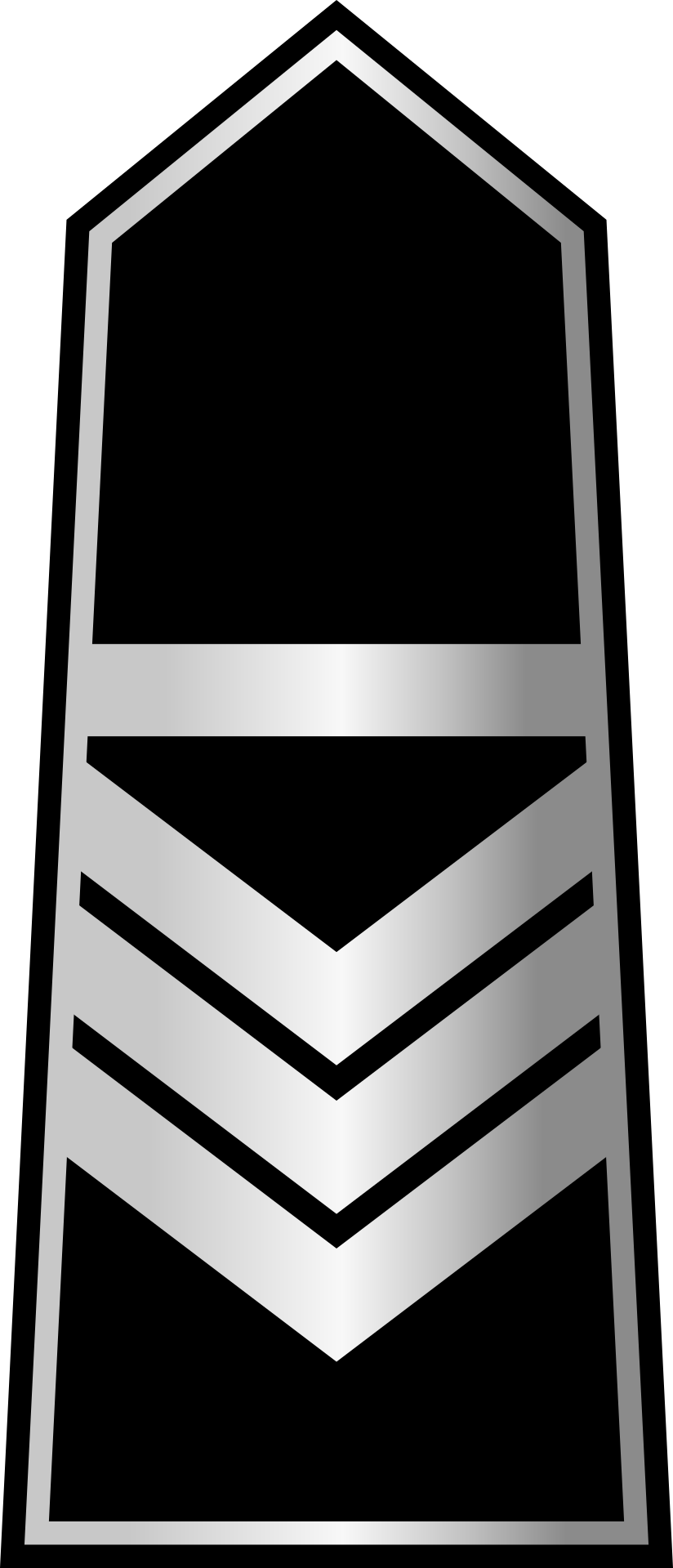
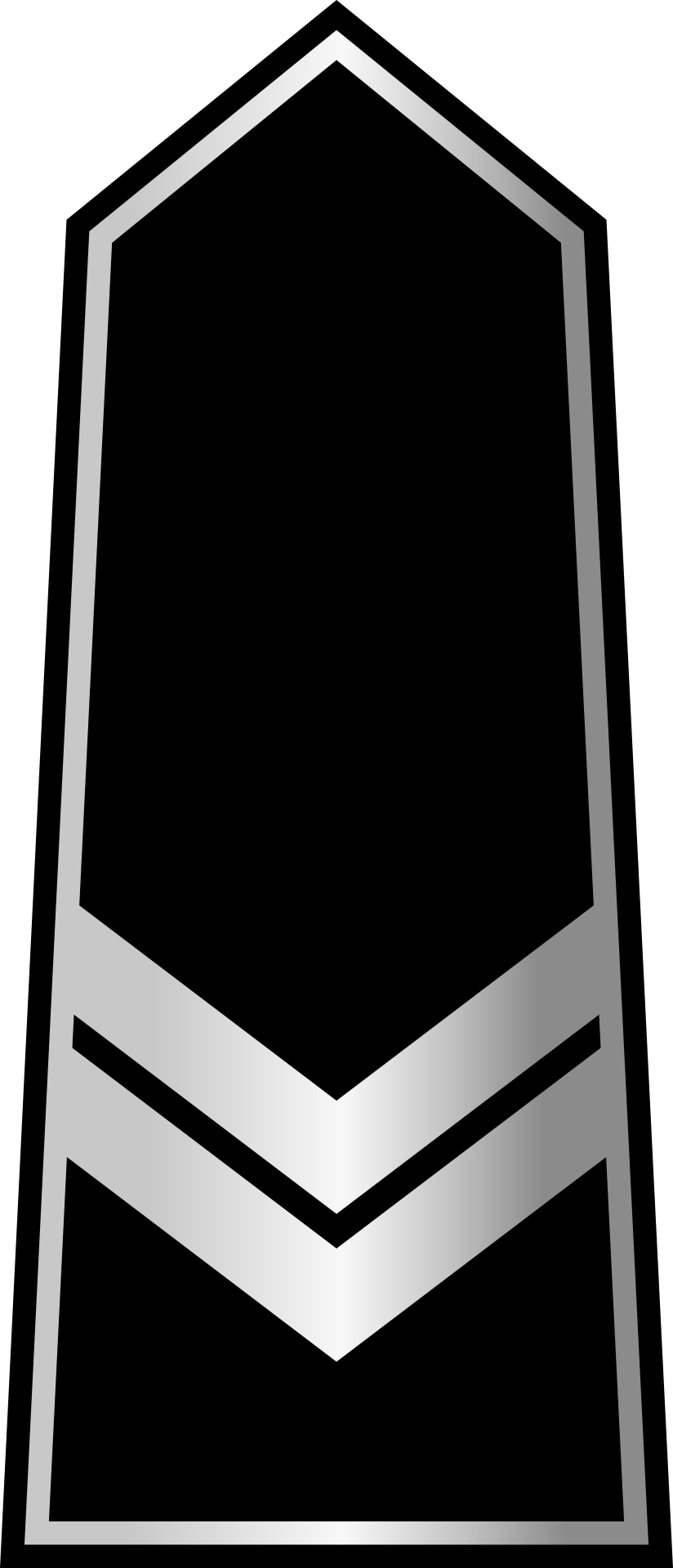
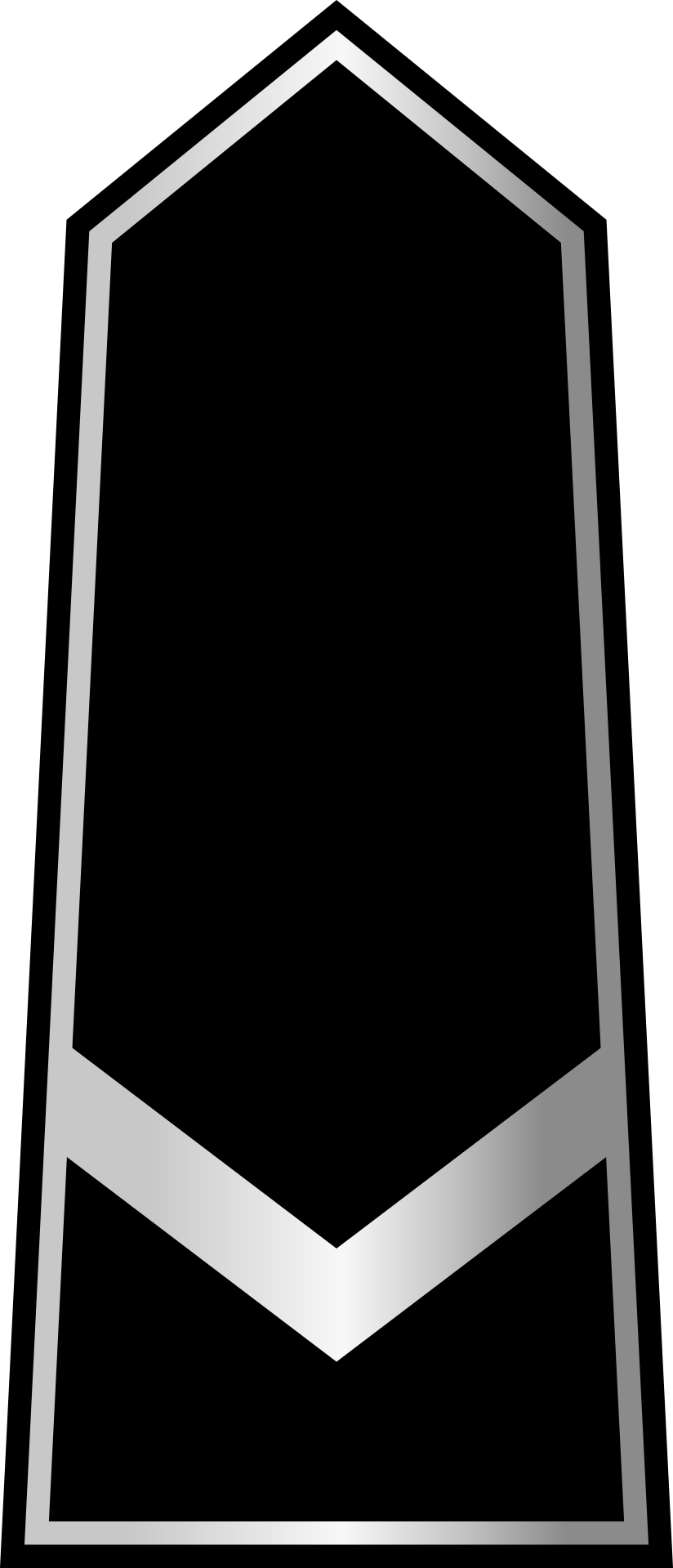
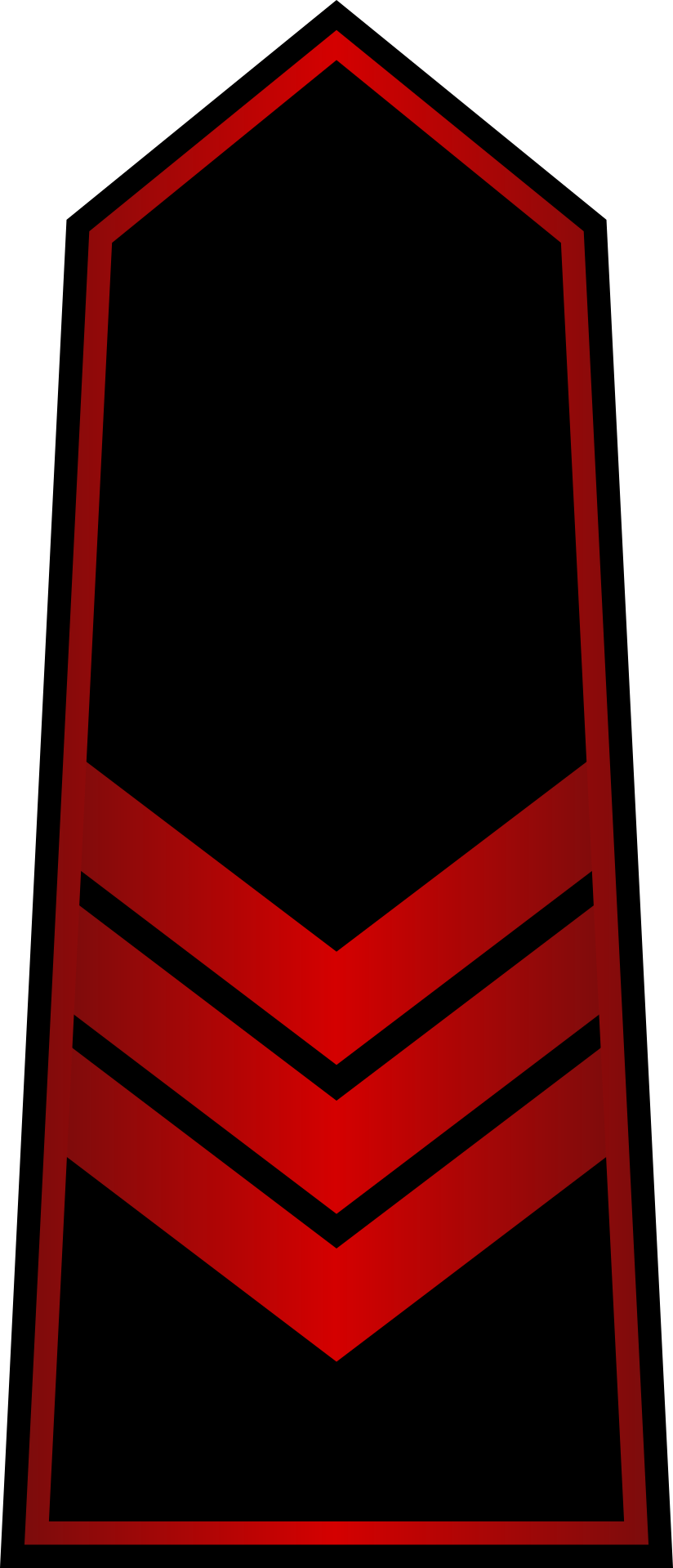
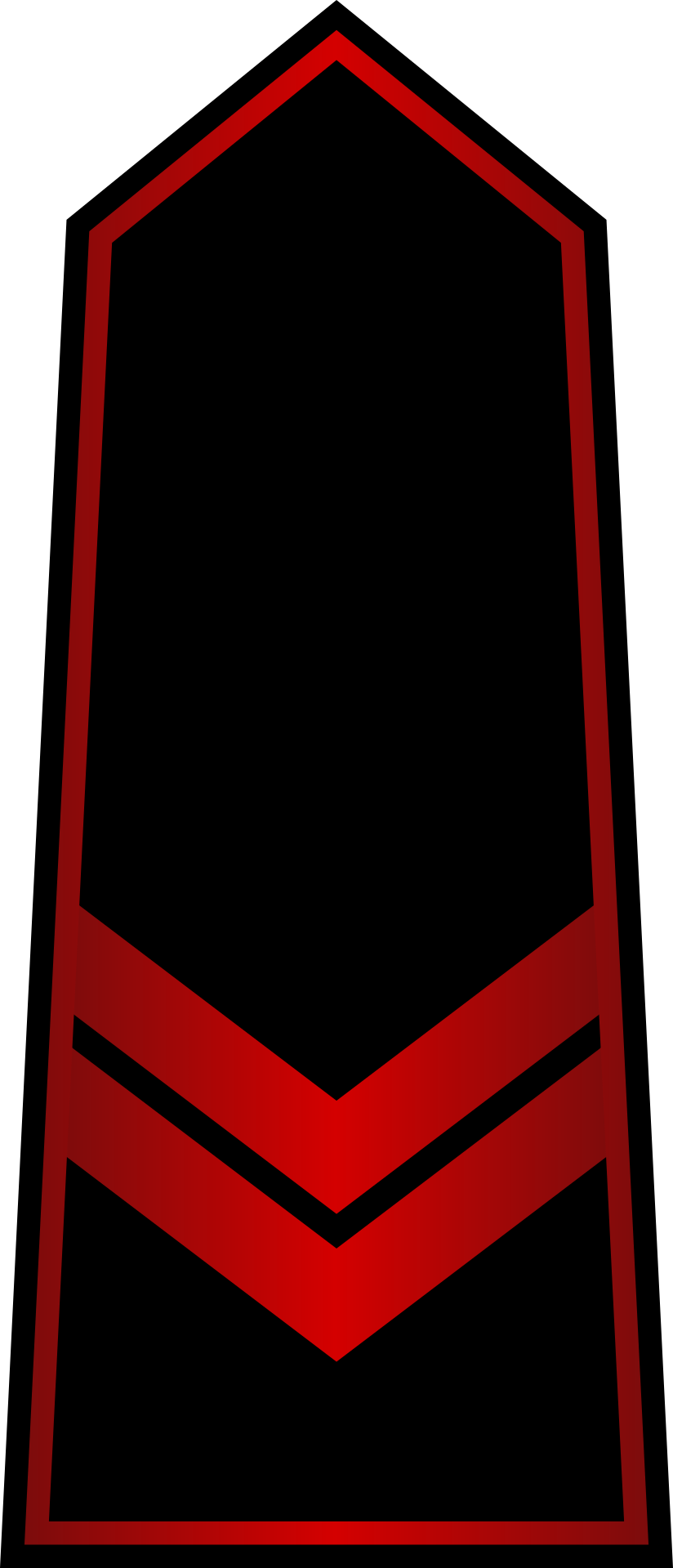